# 母と呼ばれて
『母と呼ばれて』（ははとよばれて）は、東海テレビ制作・フジテレビ系列で、
1984年1月4日～3月30日に放送された昼ドラマである。

## 概要
東京に住む門脇夫妻（河原崎長一郎、藤田弓子）の二男・未来（代田鑑之）と、松山のゴゴ島に住む松永夫妻（左とん平、大山のぶ代）の長男・日出夫（伊勢将人）が、新生児の時に松山の産院のミスによって取り違えられていたことが判明して、それぞれの家族は苦悩する。

## あらすじ
門脇夫妻はある日、二男の未来が学校で行った血液検査の結果を知らされて驚く、夫妻からは絶対に生まれることのない血液型だったのだ。一夫は調べていくと、ゴゴ島に住む松永夫妻の長男・日出夫が本当の自分の子でないかと思う。両家族は血液検査して取り違えが判明する。それぞれの家族は苦悩して、未来と日出夫を交換する事を決める。未来はゴゴ島で、日出夫は東京で暮らし始めるが、２人とも元の暮らし恋しがり、家族を困らせることになる。両家の親は悩んだ末に再交換する。

## キャスト
- 藤田弓子
- 門脇一夫：河原崎長一郎
- 左とん平
- 大山のぶ代
- 門脇望:塚本正雄
- 門脇未来:代田鑑之 　交換で名前が『門脇未来』から『松永未来』に変わるが、再交換後も『松永未来』ままとする。
- 松永日出夫:伊勢将人　交換で名前が　『松永日出夫』から『門脇日出夫』に変わるが、再交換後も『門脇日出夫』ままとする。
- 賀原夏子
- 西川ひかる
- 阿部寿美子
- 藤江リカ
- 加藤和夫
- 木村有里
- 坂上亜樹
- 小栗一也
- 早川雄三
- 宮沢元

## スタッフ
- 演出:平松敏男、竹内正男、加藤宗弘
- 脚本:須川栄三